# Zeno Welsersheimb
Zeno Welsersheimb, též Zeno hrabě Welser z Welsersheimbu (německy Zeno Philomenus Reichsgraf Welser von Welsersheimb, Freiherr von Gumpenstein; 1. prosince 1835 Lublaň – 2. února 1921 Tab), byl rakouský šlechtic, rakousko-uherský generál, diplomat a politik. V c. k. armádě sloužil od roku 1852 a zúčastnil se několika válečných tažení. Byl důstojníkem generálního štábu a několik let působil jako vojenský diplomat v Paříži a Berlíně. V historii Rakouska-Uherska byl nejdéle úřadujícím členem vlády, celkem v deseti kabinetech zastával v letech 1880–1905 funkci ministra zeměbrany Předlitavska. V armádě dosáhl hodnosti polního zbrojmistra (1890), byl též členem Panské sněmovny a rytířem Řádu zlatého rouna.

## Biografie

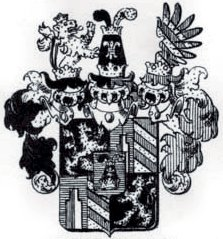
Erb rodu Welserů z Welsersheimbu

Měl původ ve staré augsburské bankéřské rodině Welserů, v této linii získali předkové v roce 1719 říšský hraběcí stav. Pocházel z početné rodiny hraběte Leopolda Vincence Welsersheimba (1793–1874), místodržitele v Dalmácii, a jeho manželky Antonie, rozené hraběnky Szapáryové (1796–1858), byl nejmladším z devíti dětí. Do armády vstoupil jako kadet v roce 1852, již o rok později byl poručíkem u 34. pěšího pluku v Košicích. Poté si doplnil vzdělání na Válečné škole (K.u.k. Kriegsschule) ve Vídni a v roce 1857 byl jako nadporučík zařazen do sboru důstojníků generálního štábu, souběžně byl přidělen k pěšímu pluku č. 39, později sloužil u zemského velitelství v Praze. V roce 1859 byl jako kapitán přidělen k zemskému velitelství ve Veroně a zúčastnil se války se Sardinií. Během prusko-rakouské války byl v hodnosti majora křídelním pobočníkem arcivévody Albrechta. 

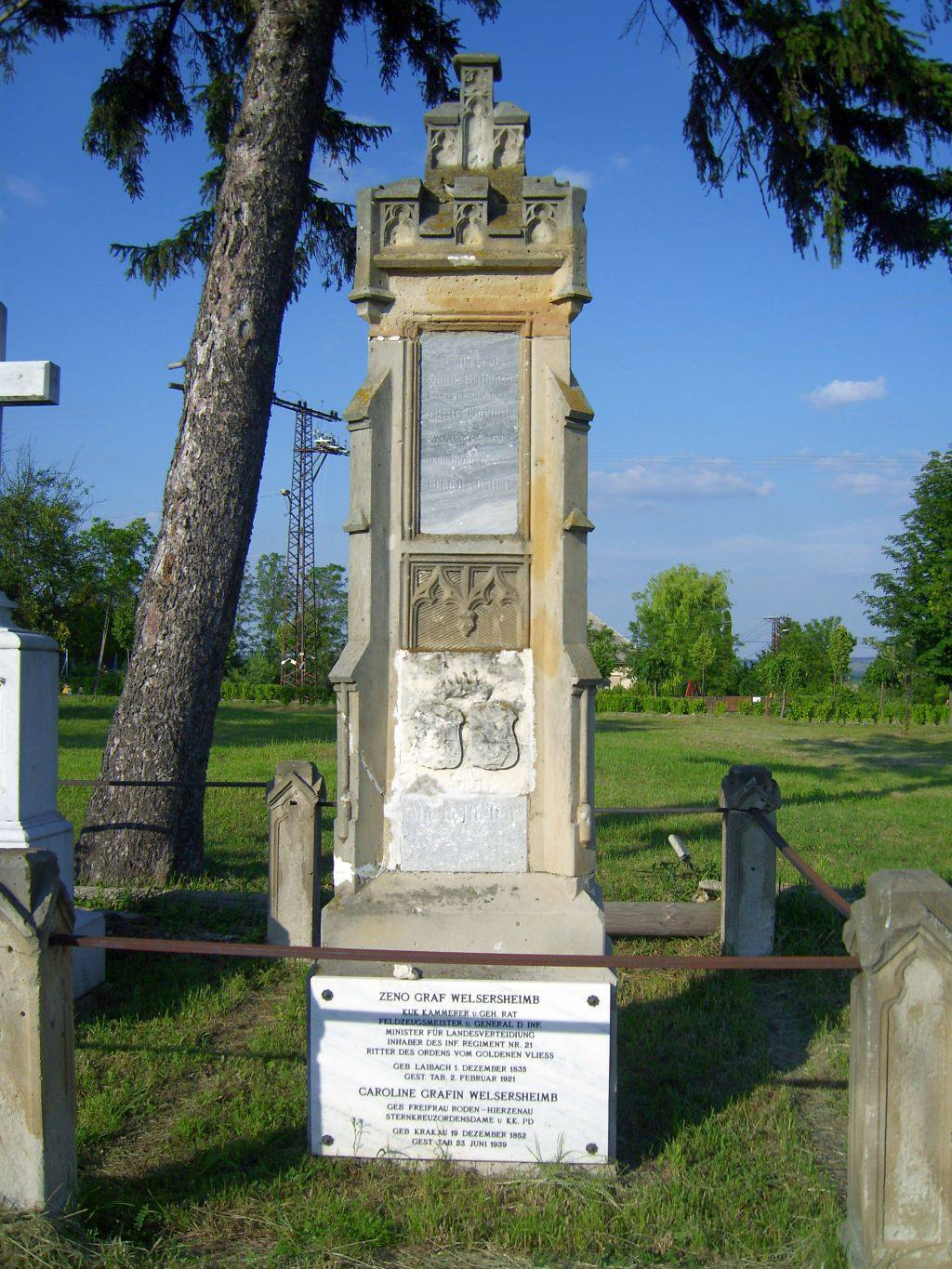
Hrob Zenona Welsersheimba v Tabu (Maďarsko)

V letech 1867–1870 působil jako vojenský attaché v Paříži a v roce 1869 byl povýšen na podplukovníka. Od roku 1870 na stejné pozici působil v Berlíně, v roce 1872 dosáhl hodnosti plukovníka a z attaché byl povýšen na vojenského zplnomocněnce (Militärbevollmächtigter). U německého císařského dvora v Berlíně setrval do roku 1875. Po návratu ze zahraničních misí byl velitelem pěšího pluku č. 42 v Terezíně. V roce 1878 byl povýšen na generálmajora a stal se velitelem 16. pěší brigády v Tridentu.
Při personální reorganizaci vlády Eduarda Taaffeho se 26. června 1880 stal ministrem zeměbrany Předlitavska. Post si udržel i v několika následujících vládách (vláda Alfreda Windischgrätze, vláda Ericha Kielmansegga, vláda Kazimíra Badeniho, první vláda Paula Gautsche, vláda Franze Thuna, vláda Manfreda Clary-Aldringena, první vláda Ernesta von Koerbera a druhá vláda Paula Gautsche). Ve funkci ministra se snažil profilovat jako nestranický odborník a dále postupoval ve vojenských hodnostech (polní podmaršál 1883, polní zbrojmistr 1890). Zájmy c. k. zeměbrany a četnictva obhajoval na půdě říšské rady, kde vystupoval jako striktní zastánce jednoty rakousko-uherské armády, mimo jiné prosazoval němčinu jako jediný úřední jazyk používaný ve vojsku. Pozici svých podřízených složek posílil dvěma zákony o zeměbraně (1883, 1893), podílel se také na vypracování branného zákona z roku 1889. Prosazováním zájmů rakouské zeměbrany na úkor uherské zeměbrany se počátkem 20. století dostal do konfliktu s uherskou politickou reprezentací a k datu 9. dubna 1905 na funkci ministra rezignoval.  V armádě byl penzionován k datu 1. dubna 1905, později ale ještě obdržel čestnou hodnost generála pěchoty (1908). Na penzi střídal pobyty ve Štýrském Hradci a v Uhrách, kde vlastnil zámek v Tabu s velkostatkem o rozloze 1000 hektarů. V Tabu také zemřel a je zde i pohřben. 

## Tituly a ocenění
V roce 1859 byl jmenován c. k. komořím a jako ministr zeměbrany obdržel v roce 1881 titul c. k. tajného rady s nárokem na oslovení Excelence. Od roku 1887 byl čestným majitelem pěšího pluku č. 21 dislokovaného v Kutné Hoře. V roce 1889 byl jmenován doživotním členem rakouské Panské sněmovny. Během vojenské služby získal řadu vyznamenání v Rakousku-Uhersku i v zahraničí. Nejvyššího ocenění dosáhl v roce 1896, kdy byl jmenován rytířem prestižního Řádu zlatého rouna.

### Rakousko-Uhersko
- Řád zlatého rouna (1896)
- velkokříž Leopoldova řádu (1895)
- Řád železné koruny I. třídy (1883)
- rytířský kříž Leopoldova řádu (1872)
- Řád železné koruny III. třídy (1868)
- Vojenský záslužný kříž s válečnou dekorací (1866)
- Jubilejní pamětní medaile
- Válečná medaile

### Zahraničí
- Řád bílého orla I. třídy (Rusko)
- Řád svaté Anny II. třídy (Rusko)
- velkokříž Řádu červené orlice (Německo)
- Řád pruské koruny II. třídy (Německo)
- Řád Takova I. třídy (Srbsko)
- velkokříž Řádu bílého orla (Srbsko)
- Řád lva a slunce I. třídy (Persie)
- důstojník Řádu čestné legie (Francie)

## Rodina

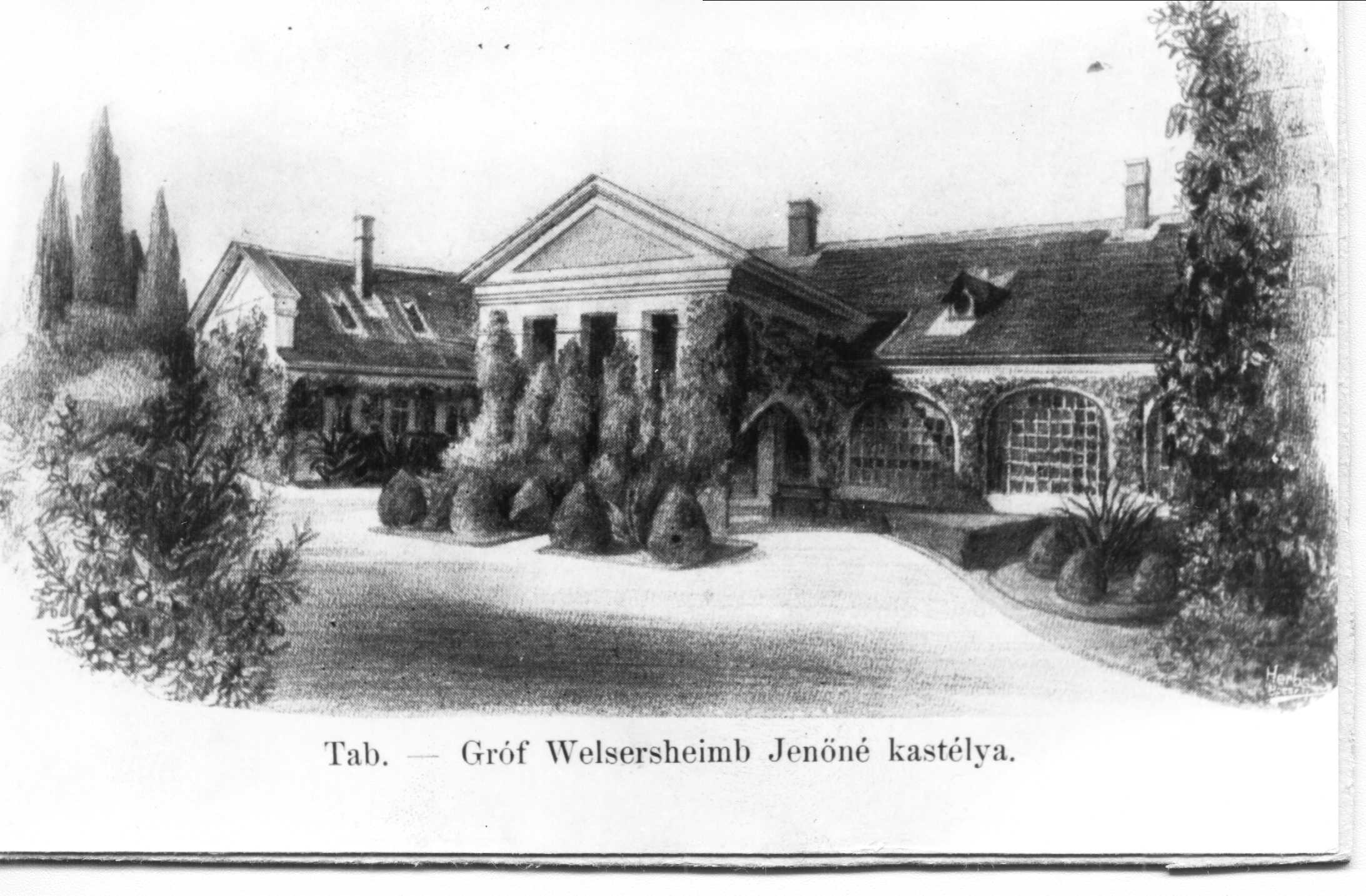
Zámek Tab (župa Somogy, Uhry)

V roce 1870 se ve Štýrském Hradci oženil s baronkou Karolínou Rodenovou z Hirzenau (1852–1940), dcerou generálmajora Františka Karla Rodena z Hirzenau. Karolína byla později c. k. palácovou dámou a dámou Řádu hvězdového kříže. Z jejich manželství se narodily tři děti. Syn Otto (1871–1945) byl kapitánem rakousko-uherského námořnictva, dcera Josefa (1878-) se provdala za fregatního kapitána barona Franze Leonhardiho, mladší dcera Emma (1884–1972) měla za manžela svého bratrance hraběte Zeno Goësse.
Nejstarší z bratrů Vincenc (1818–1863) působil jako rada zemského soudu v Prešpurku, další bratr Otto (1822–1871) sloužil v armádě a dosáhl hodnosti generálmajora. Jejich sestry působily jako dvorní dámy u císařského dvora, dvě z nich se provdaly do šlechtických rodin Goëssů a Küenburgů. V další generaci vynikli Zenonovi synovci z rodiny Goëssů, korutanský zemský hejtman Zeno Vinzenz Goëss (1846–1911) a místodržitel v Terstu Leopold Goëss (1848–1922). Další synovec Leopold von Hauer (1854–1933) byl důstojníkem jezdectva a za první světové války dosáhl hodnosti generálplukovníka. 
Zenonův bratranec Rudolf Welsersheimb (1842–1926) byl diplomatem a v závěru kariéry dlouholetým rakousko-uherským velvyslancem ve Španělsku (1903–1911). 